# Rubus hylocharis
Rubus hylocharis är en rosväxtart som beskrevs av William Charles Richard Watson. Rubus hylocharis ingår i släktet rubusar, och familjen rosväxter. Inga underarter finns listade i Catalogue of Life.